# Vụ đánh bom Orakzai 2008
Vụ đánh bom Orakzai ngày 10 tháng 10 năm 2008 tiến hành khi một người nổ bom tự sát lái và cho nổ tung một chiếc xe chất 300 kg chất nổ vào một tại một cuộc họp có 600 người của các trưởng bộ tộc chống Taliban tại một vùng ở Pakistan gần biên giới Afghanistan, giết tức khắc 40 người và làm bị thượng 81, mặc dù sau đó con số tăng vọt lên 110 vì rất nhiều chết trong bệnh viện.
Cuộc tấn công xảy ra chỉ một ngày sau khi lực lượng gồm các bộ tộc thân chính phủ phá hủy hai căn cứ của phiến quân trong vùng Orakzail, là nơi yên bình nhất trong bảy vùng bán tự trị của các bộ tộc.

## Bối cảnh
Chính phủ Pakistan đã cố kêu gọi sự hậu thuẫn của thành phần người bộ tộc Pashtun trong cuộc chiến chống lại al-Qaeda và Taliban hiện đang đặt các an toàn khu dọc theo biên giới với Afghanistan.
Phiến quân Taliban đã giết hàng chục trưởng lão bộ tộc bị coi là ủng hộ chính quyền trong những năm gần đây bằng bom gài lề đường, ám sát và nổ bom tự sát.
Tuy nhiên phần lớn các cuộc tấn công của Taliban đã nhắm vào lực lượng an ninh chính phủ. Phiến quân Taliban đã chặt đầu hai học viên cảnh sát vừa được tuyển mộ, một tuần lễ sau khi bắt cóc 25 tân học viên này tại một nơi ở Orakzai.
Hoa Kỳ đang lo ngại về việc Pakistan không có hành động đối phó với thành phần Taliban đặt căn cứ trong vùng sinh sống của bộ tộc và trong tỉnh Biên Giới Tây Bắc cạnh đó, nằm sát với biên giới Afghanistan.

## Vụ nổ
Vụ nổ bom xảy ra một ngày sau khi phiến quân Taliban bắt cóc và chặt đầu bốn trưởng lão bộ tộc trong vùng Bajaur sau khi họ đến tham dự một cuộc họp của phía thân chính phủ.
Các thành viên bộ tộc Alizai đã họp để thành lập một lực lượng chống phiến quân tại thị trấn Ghaljo trong vùng núi non tỉnh Orakzail, vốn là vùng bộ tộc duy nhất không tiếp giáp với Afghanistan.
"Một tên khủng bố đã cho nổ bom tại cuộc họp của lực lượng bộ tộc, làm chết ít nhất 15 người và làm bị thương hàng chục người khác," theo lời Mohammed Lugman, một viên chức chính quyền địa phương.
Những người bị thương đã được di chuyển vào các bệnh viện trong vùng."
"Phía bộ tộc đã phá nổ hai căn cứ của phiến quân một ngày trước đó và có thể cuộc tấn công này là để phục thù," một viên chức an ninh chính phủ cho hay.